# FSG Vevey-Ancienne
 (février 2023).
La FSG Vevey-Ancienne est une société de gymnastique de la ville de Vevey en Suisse, fondée en 1855.

## Le fondateur

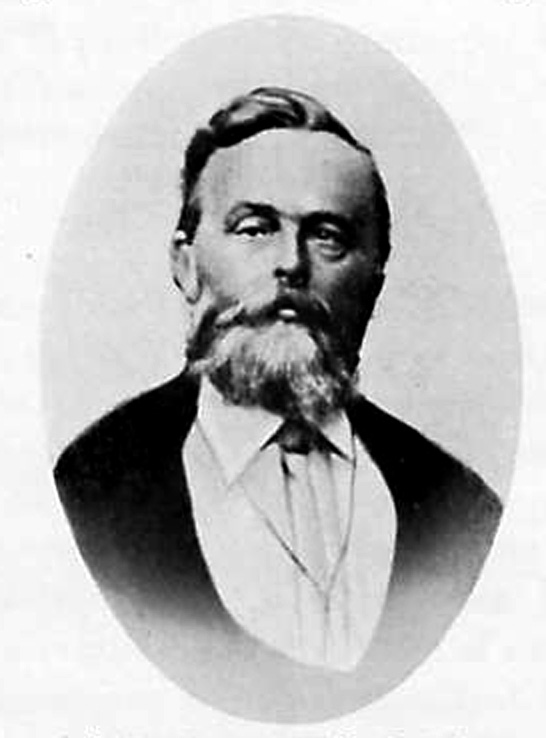
Ferdinand Wilhelmi

L'échec de la révolution de 1848-1849 en Allemagne, a provoqué l'interdiction de gymnastique, et l'exil des démocrates. Ils ont été nombreux à se réfugier en Suisse. À la suite de sa révolution de 1845, le canton de Vaud était particulièrement accueillant pour les réfugiés allemands.
Parmi eux, Ferdinand Wilhelmi s'est installé à Vevey. Né en 1826 à Neustadt dans le Palatinat, il avait participé aux mouvements de 1848. Après quelques remplacements au collège de Vevey, il y a été nommé maître de gymnastique. En 1861, il retourne dans son pays natal, la situation politique étant devenue plus calme. Il y enseignera dans les écoles et dans les sociétés de gymnastique jusqu'en 1891. Il décédera en 1909.
Durant ses 6 ans passés en Suisse, il a fondé la Société cantonale vaudoise de gymnastique, devenue Association cantonale vaudoise de gymnastique en 2001 à la suite de la fusion avec l'Association vaudoise de gymnastique féminine. Il a également été actif au niveau fédéral (FSG), comme membre du jury de plusieurs Fête fédérale de gymnastique, membre du comité fédéral en 1859 et promoteur des cours de moniteurs. Il a cependant été durement critiqué en Suisse-alémanique pour avoir préconiser la création d'une union des gymnastes de Suisse romande. Il a également rédigé le premier traité de terminologie pour la Suisse romande (1860).

## Historique
Fondée en 1855, la société de Vevey-Ancienne a traversé bon nombre d'époques. En 1856, elle entre au sein de la Fédération Suisse de Gymnastique et en 1858 fonde en partenariat avec plusieurs autres sociétés vaudoises la Société Cantonale Vaudoise de Gymnastique. En 1859 la société est en difficulté et les membres se font rares au local. La gymnastique est alors purement masculine. Les disciplines pratiquées sont alors l'escrime, la lutte, le grimpé de corde, le javelot, les pyramides, le saut de la fosse et les engins « traditionnels » de gymnastique.

### 1860-1905

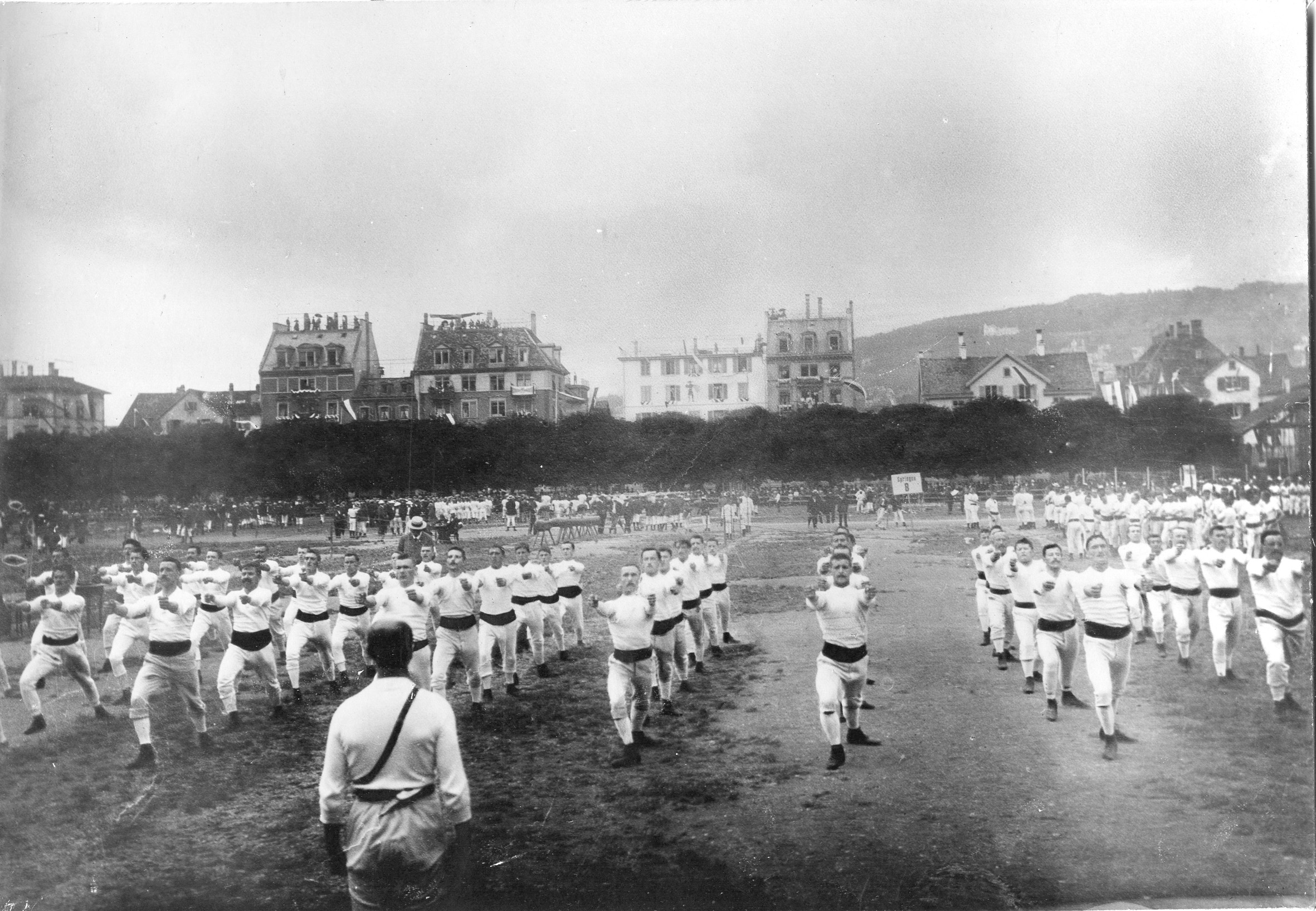
Vevey-Ancienne en 1903, FFG Zürich.

Le premier demi-siècle d'existence de la société a été marqué par des hauts et des bas. La société participe régulièrement aux fêtes cantonales et fédérales non sans succès. On note le titre national d'Otto Hofmann à la Fête fédérale de Schaffhouse en 1866 et celui de Ladislaw Petlasinski en 1888 à Lucerne en jeux aux nationaux. Les effectifs fluctuent toutefois beaucoup et l'état de la caisse est souvent précaire. C'est à cette époque que la société prend également son nom de Vevey-"Ancienne". En effet, à la suite des changements du plan de la ville, une autre société se trouve annexée à la ville de Vevey. Cette société prendra le nom de Vevey Jeunes-Patriotes alors que la société de Vevey deviendra "Vevey-Ancienne" en 1892.

### 1905-1930
La FSG Vevey-Ancienne organise la Fête Cantonale Vaudoise de Gymnastique et fête son 50e anniversaire. En 1907 la classe de pupilles est fondée et la société retrouve des couleurs après avoir passé quelques sombres années. Les gymnastes glanent à nouveau bon nombre de couronnes tant en gymnastique qu’aux jeux nationaux. La première guerre mondiale constitue un moment difficile. Après un franc succès à la fête cantonale de 1914, les nombreux mobilisés paralysent l’activité de la société. Deux très jeunes membres VA meurent sur le front français lors que la grippe espagnole de 1918 fait des ravages. Mais la société résiste et maintient sa grande équipe d’artistiques. L’après guerre voit la section poursuivre allègrement un parcours dynamique. Dès 1923 des exercices généraux de gymnastes féminines apparaissent. En 1927 le bulletin officiel est créé et c’est donc une société en bonne santé qui prépare son 75e anniversaire avec l’organisation de la fête fédérale des gymnastes à l’artistique en 1930

### 1930-1955
Fondée en 1930, la classe de pupillettes, gymnaste féminines, est fondée en 1930. Ce groupe est très actif et constitue un précurseur. Après 75 ans de pure virilité, la FSG Vevey-Ancienne est donc devenue une société « mixte ». Son groupement féminin se développe et glane sa première victoire en 1934. Les hommes ne sont pas en reste et sont toujours parmi l’élite vaudoise. La Seconde Guerre mondiale a moins d’incidence que la précédente, bien que la mobilisation ait eu comme effet de supprimer la soirée annuelle. Bon nombre de sous-sections voient le jour comme les athlètes, le handball, le volleyball…
Toutefois, vers 1955, les effectifs sont en baisse. La VA participe à la Fête des Vignerons, fête son 100e mais ne peut participer à la fête fédérale.

### 1955-1980
À peine son 100e terminé que la VA se voit confier l’organisation avec les JP de la fête cantonale marquant les 100 ans de la Société Cantonale Vaudoise de Gymnastique. C’est alors que peu après réapparaît l’idée de fusion avec les JP grâce à la bonne entente et les difficultés de recrutement qui règnent alors. Mais les réactions sont vives et la crainte de voir disparaître une société l’emporte. L’idée est donc abandonnée. Dès 1960, une période de « vaches maigres » commence pour la VA. Les cadres ont de la peine à être renouvelés, les actifs sont rares à la salle, le bulletin ne paraît plus qu’épisodiquement et la société survit grâce à ses activités annexes. Mais en 1967, l’espoir renaît et la société trouve un nouveau dynamisme. L’ambiance est alors au beau fixe et en 1973 un nouveau local est inauguré. La salle de Subriez que la société exploite toujours. Dès 1978, la société s’illustre par ses nombreux effectifs et ses résultats en constante augmentation. Elle organise même en 1980 le championnat suisse de section, point culminant du 125e anniversaire de la société. La palette des âges s’élargit et la gymnastique est ouverte aux groupes tels que parents-enfants, enfantines, etc.

### 1980-2005
Fidèle à son passé, Vevey-Ancienne s’est adaptée aux nouvelles tendances et a su opérer les bons choix pour attirer un maximum de membres. La société s’est spécialisée dans la gymnastique aux agrès pour abandonner la gymnastique artistique. La gymnastique de société aux agrès est également resté un des sports phares de la VA. Elle y glane d’ailleurs ses principaux succès de ces 25 années. Une médaille de bronze au saut, une aux anneaux balançants, plusieurs titres de champions suisses aux agrès individuels ainsi qu’un titre de vainqueur de la Fête fédérale de Gymnastique en C5 conquis par Bastien Bovey. Vevey-Ancienne participe également aux Gymnaestradas, rencontre mondiale de la gymnastique, tantôt avec le groupe vaudois, tantôt avec un groupe veveysan.

### 2005-2015

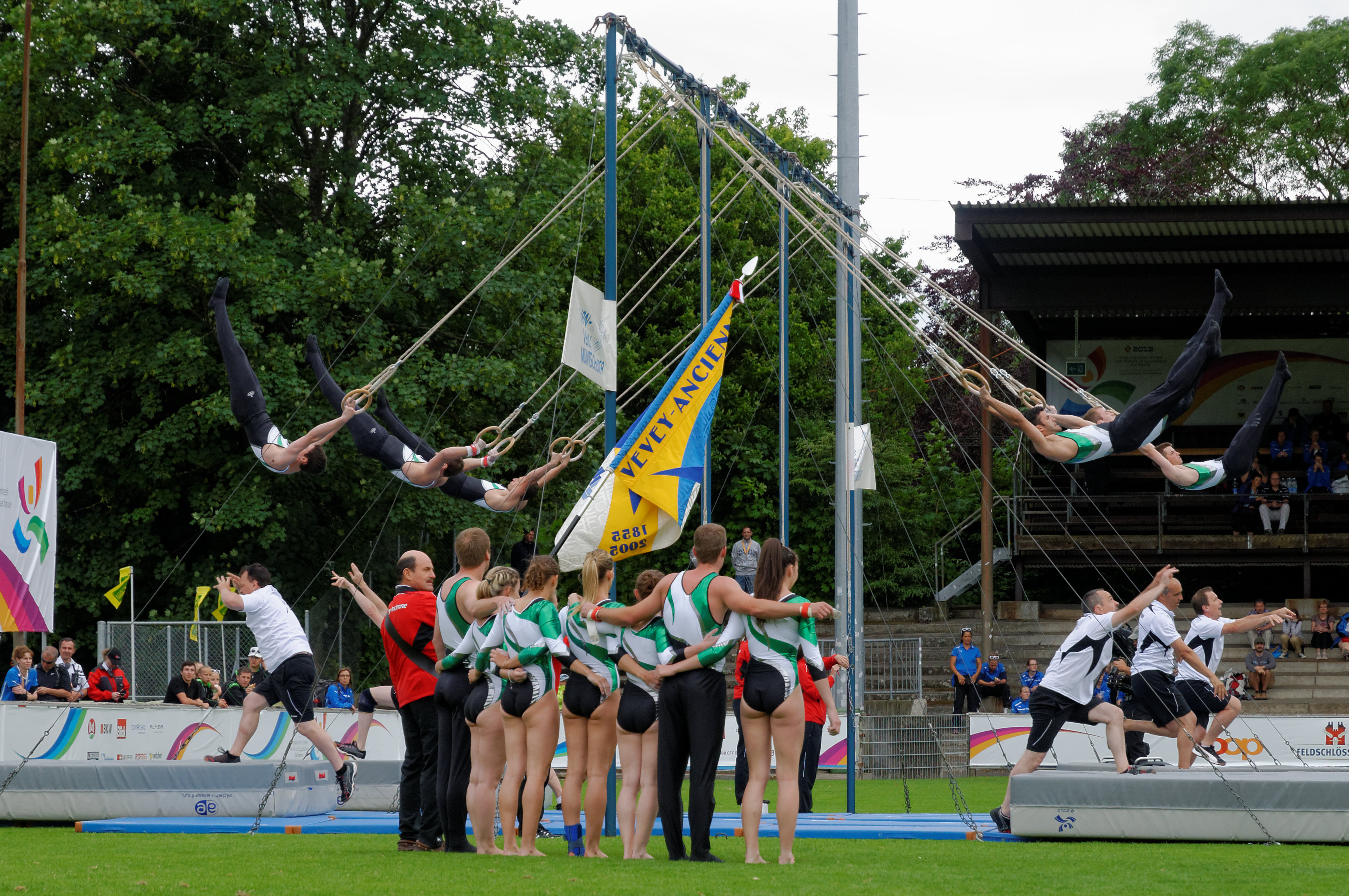
Vevey-Ancienne à la FFG 2013

Continuant sur sa lancée, la société a connu un grand essor durant cette période. Le nombre de membres est allé croissant, surpassant parfois l'offre possible. La Gymnastique aux agrès reste le sport pratiqué en majorité, mais Vevey-Ancienne peut se targuer de pouvoir offrir une activité physique à toutes les classes d'âge, du parent-enfant aux personnes de plus de 80 ans.
La société conquiert à nouveau des médailles sur le plan national en gymnastique de société adulte et jeunesse et en individuel. Ses groupes sont invités à des Galas dans toute la Suisse et sont retenus pour participer en démonstration lors de la World Gymnaestrada de Lausanne en 2011 et lors de la cérémonie de clôture de la Fête fédérale de Gymnastique à Bienne en 2013. L'Ancienne y obtient la note de 10.00/10.00 pour son exercice aux anneaux balançants.
Les traditionnelles soirées se déroulent désormais dans l'enceinte du Gymnase de Burier et sont reconnues dans toute la Riviera.

## Les présidents de la création de la société à nos jours
| Année       | Président          | Année       | Président        | Année       | Président           |
| ----------- | ------------------ | ----------- | ---------------- | ----------- | ------------------- |
| 1855 - 1857 | WILHELMI Ferdinand | 1888 - 1890 | GAUVERIT P.      | 1932        | CURCHAUD Gustave    |
| 1858        | GUEX J.            | 1891        | BADOUX L.        | 1933        | REYMOND R.          |
| 1859        | BERARD C.          | 1892        | CHAPPUIS L.      | 1934 - 1938 | GERBER Hermann      |
| 1859 - 1861 | MACK S.            | 1893        | GAUVERIT P.      | 1939 - 1942 | AUDEMARS Emile      |
| 1861        | TANNER A.          | 1894 - 1895 | BADOUX L.        | 1943        | GERBER Hermann      |
| 1862        | NICOLLIER R.       | 1896        | GROBET H.        | 1944 - 1945 | BOVON Armand        |
| 1863        | TANNER A.          | 1896 - 1898 | LUESCHER R.      | 1946 - 1951 | VIDOZ Robert        |
| 1864        | DUFRESNE Fritz     | 1899        | BADOUX L.        | 1952 - 1953 | MAEDER François     |
| 1865        | DURIEU Ch.         | 1900 - 1901 | SARTORI Ch.      | 1954 - 1957 | DUERRENMATT Charles |
| 1866        | DUFRESNE Fritz     | 1902        | WITZ J.          | 1958 - 1961 | VIDOZ Robert        |
| 1867        | ROULET E.          | 1903        | DUPERTUIS Aug.   | 1962 - 1974 | HAERING Martin      |
| 1868 - 1870 | DUFRESNE Fritz     | 1904        | PILLOUD L.       | 1975 - 1981 | VUILLE Pierre       |
| 1870 - 1871 | MONTET G.          | 1905 - 1908 | DUPERTUIS Aug.   | 1981 - 1987 | CAILLAT Edgar       |
| 1872        | MEYSTRE E.         | 1909 - 1911 | CUENDET E.       | 1988 - 1990 | BOVEY Claude        |
| 1873        | MAILLARD V.        | 1912 - 1913 | JORDAN M.        | 1990 - 1995 | WAELCHLI Jocelyne   |
| 1874        | PERNET G.          | 1914 - 1920 | CHAPERON Eugène  | 1995 - 2000 | GROUX Patrick       |
| 1875        | FREY F.            | 1921        | PERROUD Ed.      | 2000 - 2006 | LECCI Rocco         |
| 1877        | PERNET C.          | 1922 - 1923 | CHAPERON Eugène  | 2006 - 2013 | LECCI Nadine        |
| 1879 - 1880 | FLURY A.           | 1924        | CURCHAUD Gustave | 2014        | BEAUPIED Christophe |
| 1881 - 1882 | RENNER R.          | 1925        | STAFFELBACH H.   | 2015-2021   | RUFATTI Alain       |
| 1883 -1884  | PITTET J.          | 1926 - 1927 | BADOUX F.        | 2022-       | DEPALLENS Nicolas   |
| 1885 - 1886 | ROMANG E.          | 1928 - 1930 | PERRIN H.        |             |                     |
| 1886        | LEGERET T.         | 1931        | BORALEY Ch.      |             |                     |

## Palmarès national

### Gymnastique de société aux agrès
Ci-dessous les médailles obtenues au niveau national au cours de ces 30 dernières années en gymnastique de société aux agrès.
| Année | Compétition                            | Rang               | Engin              |
| ----- | -------------------------------------- | ------------------ | ------------------ |
| 1981  | Championnat suisse de société          | Médaille de bronze | Minitrampoline     |
| 1987  | Championnat suisse jeunesse            | Médaille d'argent  | Agrès filles       |
| 1991  | Championnat suisse de société          | Médaille de bronze | Anneaux balançants |
| 1992  | Championnat suisse de société seniors  | Médaille d'or      | Anneaux balançants |
| 2007  | Championnat suisse de société jeunesse | Médaille de bronze | Anneaux balançants |
| 2008  | Championnat suisse de société jeunesse | Médaille de bronze | Barre fixe         |
| 2011  | Championnat suisse de société          | Médaille de bronze | Anneaux balançants |
| 2011  | Championnat suisse de société jeunesse | Médaille de bronze | Anneaux balançants |
| 2013  | Championnat suisse de société jeunesse | Médaille d'argent  | Anneaux balançants |
| 2014  | Championnat suisse de société jeunesse | Médaille d'or      | Anneaux balançants |
| 2015  | Championnat suisse de société          | Médaille de bronze | Anneaux balançants |
| 2016  | Championnat suisse de société jeunesse | Médaille d'argent  | Anneaux balançants |
| 2017  | Championnat suisse de société jeunesse | Médaille de bronze | Anneaux balançants |

### Gymnastique aux agrès individuel
La FSG Vevey-Ancienne s'illustre également en gymnastique aux agrès individuel. Sport composé des engins suivants: Sol, anneaux balançants, saut au mini-trampoline, barres parallèles (hommes) et la barre fixe, ils doivent tous être effectué (concours complet) pour que le gymnaste soit classé. Ci-dessous les performances de pointes des gymnastes de la Société
| Année | Compétition                               | Nom                           | Rang               | Catégorie  |
| ----- | ----------------------------------------- | ----------------------------- | ------------------ | ---------- |
| 1988  | Championnat suisse individuel             | ROLLI Urs                     | Médaille d'or      | G5         |
| 1989  | Championnat suisse individuel             | BURGY Eric                    | Médaille d'or      | G5         |
| 1994  | Championnat suisse individuel             | BRELAZ Pierre-Yves            | Médaille de bronze | G5         |
| 2002  | Fête Fédérale de Gymnastique              | BOVEY Bastien                 | Médaille d'or      | C5         |
| 2005  | Championnat suisse individuel par équipes | BOVEY Cédric et BOVEY Bastien | Médaille d'argent  | Équipe C   |
| 2013  | Championnat suisse individuel par équipes | BOVEY Cédric                  | Médaille d'or      | Équipe B   |
| 2014  | Championnat suisse individuel             | BOVEY Cédric                  | Médaille de bronze | C Hommes   |
| 2014  | Championnat suisse finale par engin       | ZEENDER Margaux               | Médaille d'or      | Barre fixe |
| 2014  | Championnat suisse individuel par équipes | BOVEY Cédric, TALON Alexis    | Médaille de bronze | Équipe A   |
| 2014  | Championnat suisse individuel par équipes | ZEENDER Margaux               | Médaille d'argent  | Équipe C7  |
| 2015  | Championnat suisse individuel par équipes | GUIGNARD Diane                | Médaille d'or      | Équipe C7  |
| 2016  | Championnat suisse individuel par équipes | BOVEY Cédric                  | Médaille de bronze | Équipe A   |
| 2016  | Championnat suisse individuel par équipes | GUIGNARD Diane                | Médaille d'argent  | Équipe C7  |
| 2017  | Championnat suisse individuel par équipes | BOVEY Cédric                  | Médaille de bronze | Équipe A   |
| 2017  | Championnat suisse individuel par équipes | ZEENDER Margaux               | Médaille de bronze | Équipe C7  |